# イオンタウン守谷
イオンタウン守谷（ÆON TOWN Moriya）は、茨城県守谷市百合ケ丘三丁目にある、イオングループのショッピングセンター（クローズドモール）である。旧称はロックシティ守谷ショッピングセンター。

## 概要

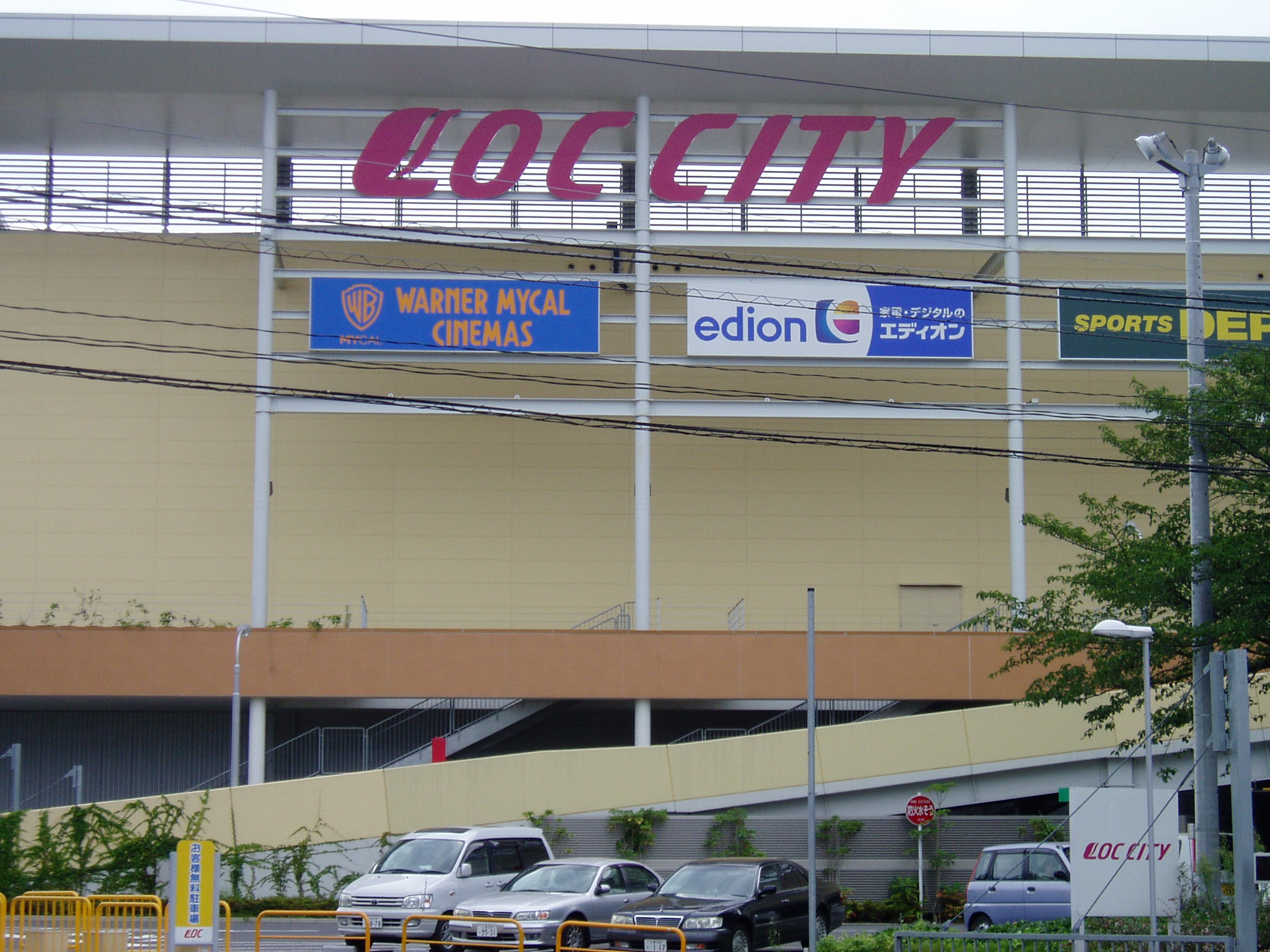
国道294号から撮影した立体駐車場（ロックシティ守谷ショッピングセンター時代）

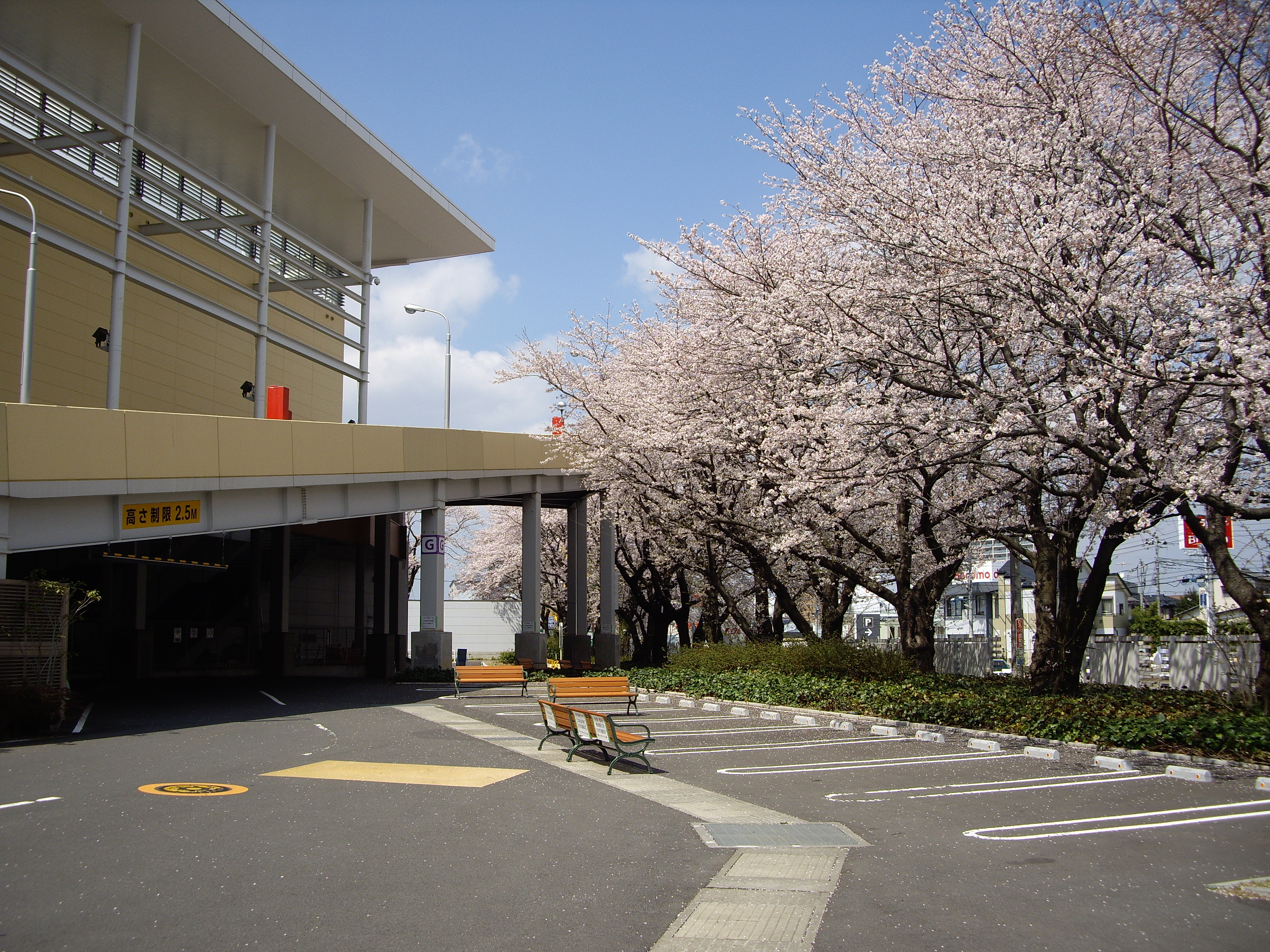
お花見スペース

明星電気守谷工場の移転に伴い、跡地にロックシティ守谷ショッピングセンターとして建設された。2007年（平成19年）6月28日開業、2011年（平成23年）9月1日にイオンタウン守谷に改称。守谷駅から最も近いショッピングセンターとなっている。
当地が守谷中学校だった頃から存在する桜の木はすべて現存する。春になると桜に覆われ、一部通路を封鎖した上でベンチを設置し、簡易お花見スペースが確保される。

## テナント
イオングループの地場系スーパー「カスミ」が運営する「カスミフードスクエア イオンタウン守谷店」と、同じくイオングループの映画館（シネマコンプレックス）であるイオンシネマ守谷（旧ワーナー・マイカル・シネマズ守谷）を核店舗としている。

## 交通アクセス

### 鉄道
- つくばエクスプレス、関東鉄道常総線守谷駅下車約10分[2]

### バス
- コミュニティバス「モコバス」Cルート「イオンタウン守谷」下車

### 自動車
- 常磐自動車道谷和原IC[2]

#### 広報資料・プレスリリースなど一次資料
1. ↑  “10年04月08日”.   ロックシティ守谷ショッピングセンター. 2010年4月8日閲覧。[リンク切れ]